# حسین لاجوردی
حسین لاجوردی، متخصص آمار و جامعه‌شناس و بنیانگذار و رئیس کنونی انجمن پژوهشگران ایران است.
او در سالهای ۱۹۷۳–۱۹۷۶ مدیر اجرایی پروژه رشد جمعیت در ایران (زیر نظر سازمان توسعه و جمعیت ملل متحد) بود و در سال ۱۹۷۸ دکترای خود را در زمینه جامعه‌شناسی از دانشگاه سوربن دریافت کرد.
طبق اظهار نظر ایشان آمار کشته شدگان سال ۱۳۵۷ از اول فروردین ۶۰۳ نفر قبل انقلاب و ۱۵۵ نفر بعد انقلاب تا آخر اسفند ۵۷ می‌باشد. همچنین جمعیت ایران در زمان رفراندوم سال ۱۳۵۸، ۳۷ میلیون ۲۰۰ هزار نفر بوده که از این میزان ۱۸ میلیون ۷۳۲ هزار نفر می‌توانستند رای بدهند. آمار رای که به وزرات کشور آمده بود ۳۰ میلیون رای بود که وزارت کشور آن را به ۲۲ میلیون ۷۰۰ هزار رای تقلیل داد و اعلام کرد ۲۰ میلیون ۴۰۰ هزار نفر به جمهوری اسلامی رای دادند.